# Scandalo dei falsi positivi

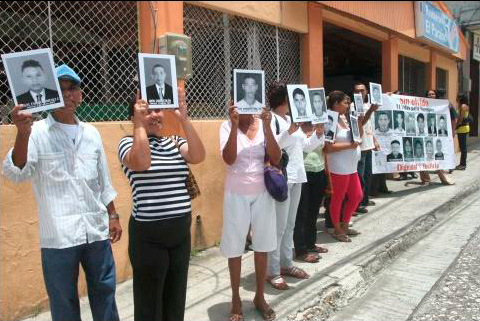
Familiari con le foto di alcune delle vittime civili.

Lo scandalo dei falsi positivi (in spagnolo Escándalo de los falsos positivos) fu uno scandalo, emerso alla fine del 2008, che ha coinvolto numerosi membri dell'Esercito nazionale colombiano, responsabili di omicidi extragiudiziali di civili innocenti fatti passare per guerriglieri uccisi in combattimento, nel quadro del conflitto armato in atto dal 1964 tra truppe regolari, Forze armate rivoluzionarie della Colombia (FARC), Esercito di Liberazione Nazionale (ELN) e altre brigate paramilitari. 

## Storia
I civili, quasi sempre giovani, venivano ingannati con offerte di lavoro, portati in zone remote e assassinati dai militari, che camuffavano poi le vittime come guerriglieri uccisi in combattimento. 
Successive indagini hanno appurato che tali uccisioni, compiute su civili estranei al conflitto, avevano lo scopo di esaltare i risultati repressivi dell'esercito per ottenerne benefici, promozioni e riconoscimenti.
Si calcola che almeno 6.402 civili siano stati uccisi in tal maniera.
Secondo il diritto internazionale umanitario, si tratta di casi di esecuzioni extragiudiziali, definiti dal diritto penale colombiano come "omicidi di persona protetta".

### Denuncia dello scandalo
Nonostante tali pratiche fossero già state denunciate in precedenza, esse hanno raggiunto notevole risonanza solo alla fine del 2008, quando si è scoperto che i cadaveri di 19 giovani civili scomparsi da Soacha e Ciudad Bolívar (nella periferia di Bogotà) erano stati catalogati come guerriglieri uccisi in combattimento dall'esercito nel dipartimento di Norte de Santander. Altri casi simili sono stati in seguito rilevati nei dipartimenti e comuni di Antioquia, Boyacá, Huila, Valle del Cauca e Sucre.

### Denuncia dell'ONU
Il 27 maggio 2010, Philip Alston, relatore speciale dell'ONU per le esecuzioni arbitrarie, nel rapporto presentato dopo la sua visita in Colombia nel giugno 2009, denunciò l'esistenza di «una serie di esecuzioni extragiudiziali» la cui impunità copriva il 98,5% dei casi

### Rapporto della CIA
Il 7 gennaio 2009 un documento della CIA pubblicato dal National Security Archive ha rivelato che i legami tra l'esercito e i gruppi paramilitari erano noti al governo degli Stati Uniti fin dal 1994 e che quella dei "falsi positivi" era una pratica abituale nell'esercito.

## Conseguenze
Lo scandalo ha comportato la destituzione di numerosi ufficiali e sottufficiali dell'esercito tra cui il comandante in capo dell'armata di terra, il generale Mario Montoya, dimessosi dal suo incarico e nominato nel 2009 ambasciatore della Colombia in Repubblica Dominicana; nel luglio 2011 Montoya ha poi rassegnato le dimissioni anche da quest'ultimo incarico. In seguito allo scandalo nuove riserve si sono espresse rispetto alle politiche di  sicurezza democratica operate dall'allora presidente della Colombia Álvaro Uribe Vélez.
Nell'ottobre 2009, gli uffici delle procure nazionali colombiane (Fiscalía General de la Nación e Procuraduría General de la Nación) hanno indagato rispettivamente su 946 e 1043 casi di possibili «falsi positivi», ma malgrado il clamore suscitato, nel 2010 numerosi militari esaminati erano già stati rimessi in libertà per la sopraggiunta scadenza dei termini di decorrenza del processo.
Condanne a lunga detenzione sono state invece emesse nel dicembre 2011 e maggio 2012 per militari colombiani ritenuti colpevoli di uccisioni riconducibili alla pratica dei  falsi positivi.
Nel giugno 2021 il ministro della Difesa dell'epoca Juan Manuel Santos chiese ufficialmente perdono alle famiglie per le uccisioni illegali.

## Filmografia
Il caso dei  falsi positivi è trattato nel documentario omonimo del 2009, visionabile online, di Dado Carillo, regista italiano, e il giornalista Simone Bruno.